# Nationalpark Midongy du Sud
Der Nationalpark Midongy du Sud, auch Midongy-Befotaka genannt, ist ein Nationalpark in Madagaskar.

## Geographie
Er befindet sich in der Region Atsimo-Atsinanana, ca. 42 km von Befotaka und 90 km von Vangaindrano entfernt.
Er erstreckt sich auf eine Höhe zwischen 689 und 1679 m. Sein höchster Gipfel ist der Berg Mont Papango.

## Fauna
Im Nationalpark leben viele endemische Arten von Reptilien, Vögeln und Lemuren, u. a.:
- der Blattschwanzgecko Arongo (Uroplatus fimbriatus).
- das Raubtier Fossa, auch Frettkatze genannt.
- das Chamäleon (Furcifer verrucosus).
- der Spornkuckuck Toloho oder Centropus toulou, eine endemische Vogelart.
- der seltene Halsbandmaki (Eulemur collaris).
- Sifakas (Propithecus sp.)
- die Schuppenerdracke (Geobiastes squamigera).
- die endemische Streifenkehltimalie (Neomixis striatigula).

## Flora
Der Nationalpark schützt 14 bedrohte Arten der roten Liste der internationalen Union des Naturschutzes (IUCN).
Der Wald von Midongy du Sud besteht größtenteils aus Palisander- und Ebenholzarten. Hier wachsen jedoch auch
48 Farne und Heilpflanzen, u. a. Mystroxylon aethiopicum der Familie Celastracaeae, Medinilla, und die Ranavao oder Dilobeia thouars.
Darüber hinaus finden sich hier auch die im CITES II Anhang geschützten, einheimischen Orchideen Aeranthes caudata und Bulbophyllum vestitum.

## Galerie

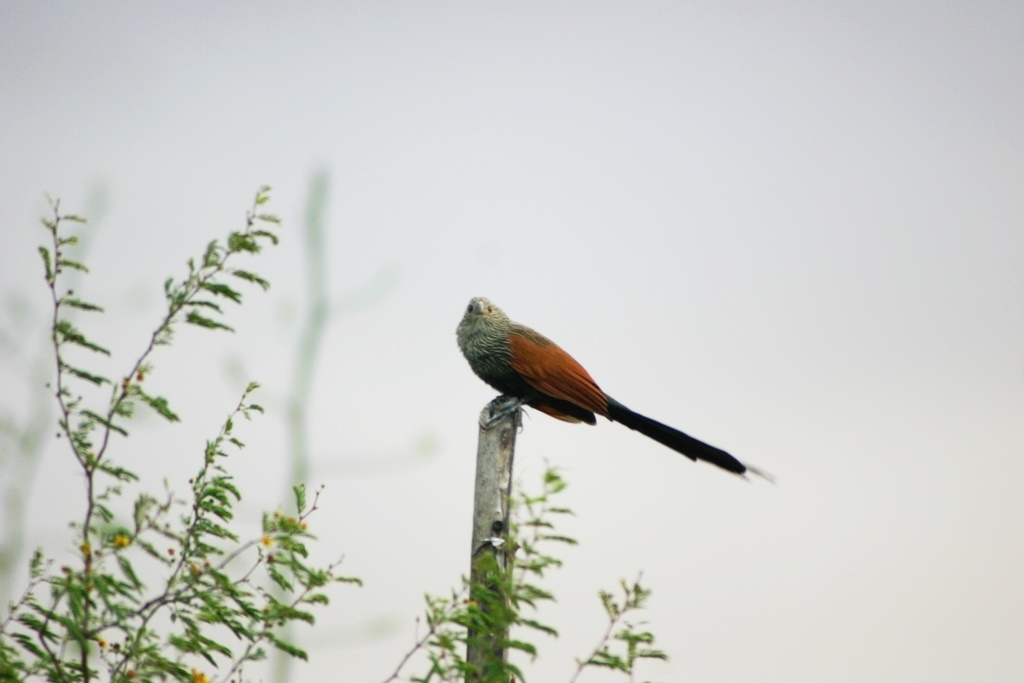
Spornkuckuck Toloho
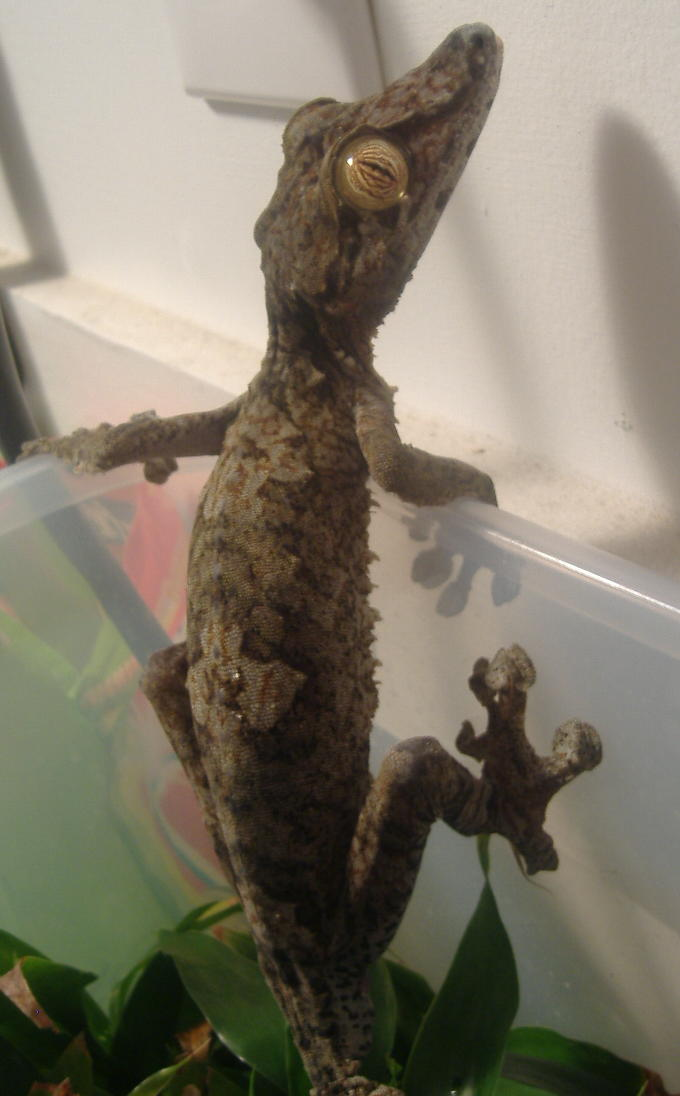
Blattschwanzgecko Arongo
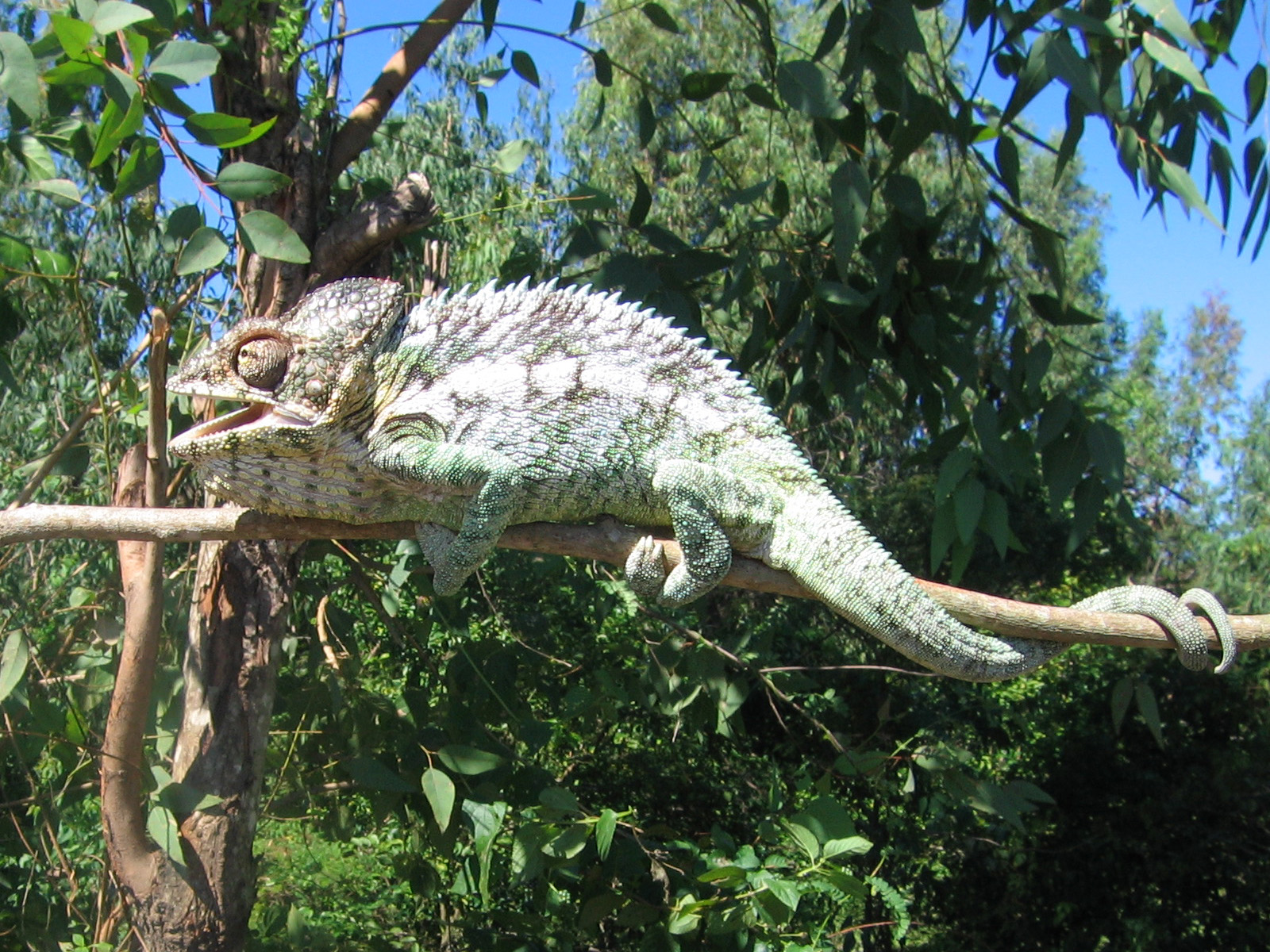
Tarondro (Furcifer verrucosus)
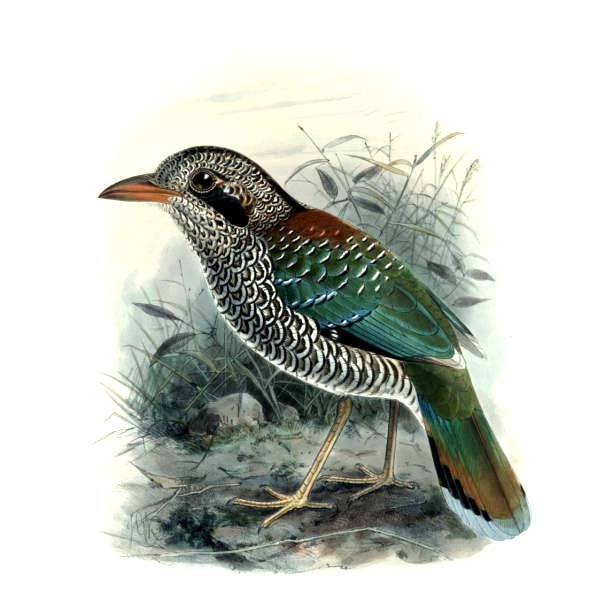
Brachypteracias squamiger